# Orseolo
Los Orseolo (AFI: /orˈsɛolo/) fueron una familia patricia de Venecia, que jugó un papel importante en los acontecimientos del Ducado entre finales del siglo X y principios del siglo XI.

## Historia
Las hipótesis sobre los orígenes de la familia son contradictorias, pero se basan en tradiciones y nunca en hechos concretos. Se deriva de la romana gens Ursia o Ursula,  asentada en Aquileia y posteriormente pasada a Grado con la llegada de los hunos de Atila; algunos han identificado a su progenitor con el dogo Orso Ipato; hay quienes los relacionan con los Orsini y quienes la consideran torcellana; y otros más apoyan su origen germánico.
Comenzó a consolidarse con la elección de Pietro I al trono ducal (r. 976-978), a quien sucedieron  Pietro II (r,  991-1009) y Ottone (r. 1009-1026 ). Mantuvieron así el poder durante cerca de medio siglo, favoreciendo la reconciliación interna y, en el ámbito exterior, una primera política de expansión sobre el Adriático, con luchas contra los eslavos y los magiares. Otros miembros tuvieron papeles destacados en el ámbito eclesiástico, mientras que Pietro, hijo de Ottone y de Geiza Arpade, fue rey de Hungría; también estuvieron relacionados con la dinastía bizantina dinastía macedónica.
A mediados del siglo XI, los Orseolos perdieron toda importancia en la vida política. Después de la historia de Domenico que, según la tradición, fue dogo sólo por un día (1032), la familia fue exiliada; sin embargo, está demostrado que en 1036 todavía vivía en Rialto un tal Pietro Orseolo.
Las noticias posteriores son inciertas. Los historiadores del pasado creen que las distintas ramas se habían trasladado a diferentes lugares: algunas a Roma, otras a Forlì (de ahí los Orselli), otras a Bolonia (de ahí los Orsi), otras todavía en el sur de Italia, donde habrían conservado el apellido y el arma original.

## Toponimia actual
Algunos sostienen que el topónimo campo Rusolo, cerca de San Gallo, es una corrupción de Orseolo ya que la familia habría tenido propiedades en la zona. La bacino Orseolo, detrás, es más reciente, construida en 1869 y nombrada en honor del dogo Pietro I.

## Genealogía
En el siguiente árbol genealógico se usa la siguiente anotación:
- , símbolo gráfico para señalar a un dogo.
- En una línea por debajo de los gobernantes, aparecen entre paréntesis varias fechas que indican: año nacimiento-años reinado (en negrilla)-año de fallecimiento; p.e.:, «(?-925-926-932)», hace referenecia a una persona nacida en fecha desconocida, que entre 925-926 fue gobernante y que falleció en 932).

- ——  Las líneas sólidas señalan los legítimos descendientes;
- - - -   Las líneas de rayas señala un matrimonio;

|  |  | Vitale Candiano | Vitale Candiano | Vitale Candiano | Vitale Candiano | Vitale Candiano     | Vitale Candiano     |                     |                     |                     |                     |          |          | ?               | ?               | ?               | ?               | ?                                             | ?                                             |                                               |                                               |                                                    |                                                    |                                                    |                                                    |                                                    |                                                    |                               |                               |                                             |                                             |                                             |                                             |                                             |                                             |  |  |                                    |                                    |                                    |                                    |                                    |                                    |  |  |                         |                         |                         |                         |                         |                         |
|  |  | Vitale Candiano | Vitale Candiano | Vitale Candiano | Vitale Candiano | Vitale Candiano     | Vitale Candiano     |                     |                     |                     |                     |          |          | ?               | ?               | ?               | ?               | ?                                             | ?                                             |                                               |                                               |                                                    |                                                    |                                                    |                                                    |                                                    |                                                    |                               |                               |                                             |                                             |                                             |                                             |                                             |                                             |  |  |                                    |                                    |                                    |                                    |                                    |                                    |  |  |                         |                         |                         |                         |                         |                         |
|  |  |                 |                 |                 |                 |                     |                     |                     |                     |                     |                     |          |          |                 |                 |                 |                 |                                               |                                               |                                               |                                               |                                                    |                                                    |                                                    |                                                    |                                                    |                                                    |                               |                               |                                             |                                             |                                             |                                             |                                             |                                             |  |  |                                    |                                    |                                    |                                    |                                    |                                    |  |  |                         |                         |                         |                         |                         |                         |
|  |  | Emilia          | Emilia          | Emilia          | Emilia          | Emilia              | Emilia              |                     |                     | Domenico            | Domenico            | Domenico | Domenico | Domenico        | Domenico        |                 |                 | Pietro I (23.º) Dogo de Venecia (...-976-978) | Pietro I (23.º) Dogo de Venecia (...-976-978) | Pietro I (23.º) Dogo de Venecia (...-976-978) | Pietro I (23.º) Dogo de Venecia (...-976-978) | Pietro I (23.º) Dogo de Venecia (...-976-978)      | Pietro I (23.º) Dogo de Venecia (...-976-978)      |                                                    |                                                    | Felicita Malipiero (o Badoer)                      | Felicita Malipiero (o Badoer)                      | Felicita Malipiero (o Badoer) | Felicita Malipiero (o Badoer) | Felicita Malipiero (o Badoer)               | Felicita Malipiero (o Badoer)               |                                             |                                             |                                             |                                             |  |  |                                    |                                    |                                    |                                    |                                    |                                    |  |  |                         |                         |                         |                         |                         |                         |
|  |  | Emilia          | Emilia          | Emilia          | Emilia          | Emilia              | Emilia              |                     |                     | Domenico            | Domenico            | Domenico | Domenico | Domenico        | Domenico        |                 |                 | Pietro I (23.º) Dogo de Venecia (...-976-978) | Pietro I (23.º) Dogo de Venecia (...-976-978) | Pietro I (23.º) Dogo de Venecia (...-976-978) | Pietro I (23.º) Dogo de Venecia (...-976-978) | Pietro I (23.º) Dogo de Venecia (...-976-978)      | Pietro I (23.º) Dogo de Venecia (...-976-978)      |                                                    |                                                    | Felicita Malipiero (o Badoer)                      | Felicita Malipiero (o Badoer)                      | Felicita Malipiero (o Badoer) | Felicita Malipiero (o Badoer) | Felicita Malipiero (o Badoer)               | Felicita Malipiero (o Badoer)               |                                             |                                             |                                             |                                             |  |  |                                    |                                    |                                    |                                    |                                    |                                    |  |  |                         |                         |                         |                         |                         |                         |
|  |  |                 |                 |                 |                 |                     |                     |                     |                     |                     |                     |          |          |                 |                 |                 |                 |                                               |                                               |                                               |                                               |                                                    |                                                    |                                                    |                                                    |                                                    |                                                    |                               |                               |                                             |                                             |                                             |                                             |                                             |                                             |  |  |                                    |                                    |                                    |                                    |                                    |                                    |  |  |                         |                         |                         |                         |                         |                         |
|  |  |                 |                 |                 |                 |                     |                     |                     |                     |                     |                     |          |          |                 |                 |                 |                 |                                               |                                               |                                               |                                               | Pietro II (26.º) Dogo de Venecia (961-991-1009)    |                                                    |                                                    |                                                    |                                                    |                                                    |                               |                               |                                             |                                             |                                             |                                             |                                             |                                             |  |  |                                    |                                    |                                    |                                    |                                    |                                    |  |  |                         |                         |                         |                         |                         |                         |
|  |  |                 |                 |                 |                 |                     |                     |                     |                     |                     |                     |          |          |                 |                 |                 |                 |                                               |                                               |                                               |                                               |                                                    |                                                    |                                                    |                                                    |                                                    |                                                    |                               |                               |                                             |                                             |                                             |                                             |                                             |                                             |  |  |                                    |                                    |                                    |                                    |                                    |                                    |  |  |                         |                         |                         |                         |                         |                         |
|  |  |                 |                 |                 |                 |                     |                     |                     |                     |                     |                     |          |          |                 |                 |                 |                 |                                               |                                               |                                               |                                               |                                                    |                                                    |                                                    |                                                    |                                                    |                                                    |                               |                               |                                             |                                             |                                             |                                             |                                             |                                             |  |  |                                    |                                    |                                    |                                    |                                    |                                    |  |  |                         |                         |                         |                         |                         |                         |
|  |  |                 |                 |                 |                 | Giovanni (984-1007) | Giovanni (984-1007) | Giovanni (984-1007) | Giovanni (984-1007) | Giovanni (984-1007) | Giovanni (984-1007) |          |          | Orso (988-1049) | Orso (988-1049) | Orso (988-1049) | Orso (988-1049) | Orso (988-1049)                               | Orso (988-1049)                               |                                               |                                               | Ottone (27.º) Dogo de Venecia (993-1009-1026-1032) | Ottone (27.º) Dogo de Venecia (993-1009-1026-1032) | Ottone (27.º) Dogo de Venecia (993-1009-1026-1032) | Ottone (27.º) Dogo de Venecia (993-1009-1026-1032) | Ottone (27.º) Dogo de Venecia (993-1009-1026-1032) | Ottone (27.º) Dogo de Venecia (993-1009-1026-1032) |                               |                               | Grimelda de Hungría                         | Grimelda de Hungría                         | Grimelda de Hungría                         | Grimelda de Hungría                         | Grimelda de Hungría                         | Grimelda de Hungría                         |  |  | Vitale (ca. 998-?)                 | Vitale (ca. 998-?)                 | Vitale (ca. 998-?)                 | Vitale (ca. 998-?)                 | Vitale (ca. 998-?)                 | Vitale (ca. 998-?)                 |  |  | Domenico († desp. 1036) | Domenico († desp. 1036) | Domenico († desp. 1036) | Domenico († desp. 1036) | Domenico († desp. 1036) | Domenico († desp. 1036) |
|  |  |                 |                 |                 |                 | Giovanni (984-1007) | Giovanni (984-1007) | Giovanni (984-1007) | Giovanni (984-1007) | Giovanni (984-1007) | Giovanni (984-1007) |          |          | Orso (988-1049) | Orso (988-1049) | Orso (988-1049) | Orso (988-1049) | Orso (988-1049)                               | Orso (988-1049)                               |                                               |                                               | Ottone (27.º) Dogo de Venecia (993-1009-1026-1032) | Ottone (27.º) Dogo de Venecia (993-1009-1026-1032) | Ottone (27.º) Dogo de Venecia (993-1009-1026-1032) | Ottone (27.º) Dogo de Venecia (993-1009-1026-1032) | Ottone (27.º) Dogo de Venecia (993-1009-1026-1032) | Ottone (27.º) Dogo de Venecia (993-1009-1026-1032) |                               |                               | Grimelda de Hungría                         | Grimelda de Hungría                         | Grimelda de Hungría                         | Grimelda de Hungría                         | Grimelda de Hungría                         | Grimelda de Hungría                         |  |  | Vitale (ca. 998-?)                 | Vitale (ca. 998-?)                 | Vitale (ca. 998-?)                 | Vitale (ca. 998-?)                 | Vitale (ca. 998-?)                 | Vitale (ca. 998-?)                 |  |  | Domenico († desp. 1036) | Domenico († desp. 1036) | Domenico († desp. 1036) | Domenico († desp. 1036) | Domenico († desp. 1036) | Domenico († desp. 1036) |
|  |  |                 |                 |                 |                 |                     |                     |                     |                     |                     |                     |          |          |                 |                 |                 |                 |                                               |                                               |                                               |                                               |                                                    |                                                    |                                                    |                                                    |                                                    |                                                    |                               |                               |                                             |                                             |                                             |                                             |                                             |                                             |  |  |                                    |                                    |                                    |                                    |                                    |                                    |  |  |                         |                         |                         |                         |                         |                         |
|  |  |                 |                 |                 |                 |                     |                     |                     |                     |                     |                     |          |          |                 |                 |                 |                 |                                               |                                               |                                               |                                               |                                                    |                                                    |                                                    |                                                    |                                                    |                                                    |                               |                               |                                             |                                             |                                             |                                             |                                             |                                             |  |  |                                    |                                    |                                    |                                    |                                    |                                    |  |  |                         |                         |                         |                         |                         |                         |
|  |  |                 |                 |                 |                 |                     |                     |                     |                     |                     |                     |          |          |                 |                 |                 |                 |                                               |                                               |                                               |                                               | Pietro de Hungría (1011-1038-1041, 1044-1046-1058) | Pietro de Hungría (1011-1038-1041, 1044-1046-1058) | Pietro de Hungría (1011-1038-1041, 1044-1046-1058) | Pietro de Hungría (1011-1038-1041, 1044-1046-1058) | Pietro de Hungría (1011-1038-1041, 1044-1046-1058) | Pietro de Hungría (1011-1038-1041, 1044-1046-1058) |                               |                               | Frozza Orseolo (1015-17 de febrero de 1071) | Frozza Orseolo (1015-17 de febrero de 1071) | Frozza Orseolo (1015-17 de febrero de 1071) | Frozza Orseolo (1015-17 de febrero de 1071) | Frozza Orseolo (1015-17 de febrero de 1071) | Frozza Orseolo (1015-17 de febrero de 1071) |  |  | Adalberto de Babenberg (1027-1075) | Adalberto de Babenberg (1027-1075) | Adalberto de Babenberg (1027-1075) | Adalberto de Babenberg (1027-1075) | Adalberto de Babenberg (1027-1075) | Adalberto de Babenberg (1027-1075) |  |  |                         |                         |                         |                         |                         |                         |
|  |  |                 |                 |                 |                 |                     |                     |                     |                     |                     |                     |          |          |                 |                 |                 |                 |                                               |                                               |                                               |                                               | Pietro de Hungría (1011-1038-1041, 1044-1046-1058) | Pietro de Hungría (1011-1038-1041, 1044-1046-1058) | Pietro de Hungría (1011-1038-1041, 1044-1046-1058) | Pietro de Hungría (1011-1038-1041, 1044-1046-1058) | Pietro de Hungría (1011-1038-1041, 1044-1046-1058) | Pietro de Hungría (1011-1038-1041, 1044-1046-1058) |                               |                               | Frozza Orseolo (1015-17 de febrero de 1071) | Frozza Orseolo (1015-17 de febrero de 1071) | Frozza Orseolo (1015-17 de febrero de 1071) | Frozza Orseolo (1015-17 de febrero de 1071) | Frozza Orseolo (1015-17 de febrero de 1071) | Frozza Orseolo (1015-17 de febrero de 1071) |  |  | Adalberto de Babenberg (1027-1075) | Adalberto de Babenberg (1027-1075) | Adalberto de Babenberg (1027-1075) | Adalberto de Babenberg (1027-1075) | Adalberto de Babenberg (1027-1075) | Adalberto de Babenberg (1027-1075) |  |  |                         |                         |                         |                         |                         |                         |
|  |  |                 |                 |                 |                 |                     |                     |                     |                     |                     |                     |          |          |                 |                 |                 |                 |                                               |                                               |                                               |                                               |                                                    |                                                    |                                                    |                                                    |                                                    |                                                    |                               |                               |                                             |                                             |                                             |                                             |                                             |                                             |  |  |                                    |                                    |                                    |                                    |                                    |                                    |  |  |                         |                         |                         |                         |                         |                         |
|  |  |                 |                 |                 |                 |                     |                     |                     |                     |                     |                     |          |          |                 |                 |                 |                 |                                               |                                               |                                               |                                               |                                                    |                                                    |                                                    |                                                    |                                                    |                                                    |                               |                               |                                             |                                             |                                             |                                             | Dinastía Babenberg                          |                                             |  |  |                                    |                                    |                                    |                                    |                                    |                                    |  |  |                         |                         |                         |                         |                         |                         |